# أم كجة
أم كجة الأنصارية هي الصحابية امرأة أوس بن ثابت نزلت فيها آية المواريث.

## اقتباسات
عَنْ جَأبِرِ بْنِ عَبْدِ اللَّهِ قَالَ خَرَجْنَا مَعَ رَسُولِ اللَّهِ—حَتَّى جِئْنَا امْرَأَةً مِنَ الأَنْصَارِ فِى الأَسْوَاقِ فَجَاءَتِ الْمَرْأَةُ بِأبْنَتَيْنِ لَهَا فَقَالَتْ يَا رَسُولَ اللَّهِ هَاتَانِ بِنْتَا ثَأبِتِ بْنِ قَيْسٍ قُتِلَ مَعَكَ يَوْمَ أُحُدٍ وَقَدِ اسْتَفَاءَ عَمُّهُمَا مَالَهُمَا وَمِيرَاثَهُمَا كُلَّهُ فَلَمْ يَدَعْ لَهُمَا مَالاً إِلاَّ أَخَذَهُ فَمَا تَرَى يَا رَسُولَ اللَّهِ فَوَاللَّهِ لاَ تُنْكَحَانِ أَبَدًا إِلاَّ وَلَهُمَا مَالٌ. فَقَالَ رَسُولُ اللَّهِ -- « يَقْضِى اللَّهُ فِى ذَلِكَ ». قَالَ وَنَزَلَتْ سُورَةُ النِّسَاءِ : (يُوصِيكُمُ اللّهُ فِي أَوْلاَدِكُمْ لِلذَّكَرِ مِثْلُ حَظِّ الأُنثَيَيْنِ فَإِن كُنَّ نِسَاء فَوْقَ اثْنَتَيْنِ فَلَهُنَّ ثُلُثَا مَا تَرَكَ وَإِن كَانَتْ وَاحِدَةً فَلَهَا النِّصْفُ وَلأَبَوَيْهِ لِكُلِّ وَاحِدٍ مِّنْهُمَا السُّدُسُ مِمَّا تَرَكَ إِن كَانَ لَهُ وَلَدٌ فَإِن لَّمْ يَكُن لَّهُ وَلَدٌ وَوَرِثَهُ أَبَوَاهُ فَلأُمِّهِ الثُّلُثُ فَإِن كَانَ لَهُ إِخْوَةٌ فَلأُمِّهِ السُّدُسُ مِن بَعْدِ وَصِيَّةٍ يُوصِي بِهَا أَوْ دَيْنٍ آبَآؤُكُمْ وَاَبناؤُكُمْ لاَ تَدْرُونَ أَيُّهُمْ أَقْرَبُ لَكُمْ نَفْعاً فَرِيضَةً مِّنَ اللّهِ إِنَّ اللّهَ كَانَ عَلِيما حَكِيمًا)[ النساء:11]. فَقَالَ رَسُولُ اللَّهِ -- « ادْعُوا لِىَ الْمَرْأَةَ وَصَاحِبَهَا ». فَقَالَ لِعَمِّهِمَا « أَعْطِهِمَا الثُّلُثَيْنِ وَأَعْطِ أُمَّهُمَا الثُّمُنَ وَمَا بَقِىَ فَلَكَ ». سنن أبى داود (2893) حسن.
وما إن فرض نظام الميراث في الإسلام، حتى استفادت النساء من عدله ورحمته، بعد أن كان الجاهليون لا يورِّثون النساء ولا الضعفاء من الرجال
عن السدي: كان أهل الجاهلية لا يورِّثون الجواريَ ولا الصغارَ من الغلمان، لا يرث الرجل من ولده إلا من أطاق القتال، فمات عبد الرحمن أخو حسان الشاعر، وترك امرأة يقال لها أم كجَّة، وترك خمس أخواتٍ، فجاءت الورثة يأخذون ماله، فشكت أم كجَّة ذلك إلى النبي ، فأنزل الله تبارك وتعالى هذه الآية:"{يُوصِيكُمُ اللّهُ فِي أَوْلاَدِكُمْ لِلذَّكَرِ مِثْلُ حَظِّ الأُنثَيَيْنِ فَإِن كُنَّ نِسَاء فَوْقَ اثْنَتَيْنِ فَلَهُنَّ ثُلُثَا مَا تَرَكَ وَإِن كَانَتْ وَاحِدَةً فَلَهَا النِّصْفُ وَلأَبَوَيْهِ لِكُلِّ وَاحِدٍ مِّنْهُمَا السُّدُسُ مِمَّا تَرَكَ إِن كَانَ لَهُ وَلَدٌ فَإِن لَّمْ يَكُن لَّهُ وَلَدٌ وَوَرِثَهُ أَبَوَاهُ فَلأُمِّهِ الثُّلُثُ فَإِن كَانَ لَهُ إِخْوَةٌ فَلأُمِّهِ السُّدُسُ مِن بَعْدِ وَصِيَّةٍ يُوصِي بِهَا أَوْ دَيْنٍ آبَآؤُكُمْ وَأَبناؤُكُمْ لاَ تَدْرُونَ أَيُّهُمْ أَقْرَبُ لَكُمْ نَفْعاً فَرِيضَةً مِّنَ اللّهِ إِنَّ اللّهَ كَانَ عَلِيما حَكِيمًا} (11) سورة النساء"
ثم قال في أم كجة:{وَلَكُمْ نِصْفُ مَا تَرَكَ أَزْوَاجُكُمْ إِن لَّمْ يَكُن لَّهُنَّ وَلَدٌ فَإِن كَانَ لَهُنَّ وَلَدٌ فَلَكُمُ الرُّبُعُ مِمَّا تَرَكْنَ مِن بَعْدِ وَصِيَّةٍ يُوصِينَ بِهَا أَوْ دَيْنٍ وَلَهُنَّ الرُّبُعُ مِمَّا تَرَكْتُمْ إِن لَّمْ يَكُن لَّكُمْ وَلَدٌ فَإِن كَانَ لَكُمْ وَلَدٌ فَلَهُنَّ الثُّمُنُ مِمَّا تَرَكْتُم مِّن بَعْدِ وَصِيَّةٍ تُوصُونَ بِهَا أَوْ دَيْنٍ وَإِن كَانَ رَجُلٌ يُورَثُ كَلاَلَةً أَو امْرَأَةٌ وَلَهُ أَخٌ أَوْ أُخْتٌ فَلِكُلِّ وَاحِدٍ مِّنْهُمَا السُّدُسُ فَإِن كَانُوَاْ أَكْثَرَ مِن ذَلِكَ فَهُمْ شُرَكَاء فِي الثُّلُثِ مِن بَعْدِ وَصِيَّةٍ يُوصَى بِهَآ أَوْ دَيْنٍ غَيْرَ مُضَآرٍّ وَصِيَّةً مِّنَ اللّهِ وَاللّهُ عَلِيمٌ حَلِيمٌ } (12) سورة النساء. حسن مرسل.